# Екатериновское сельское поселение (Омская область)
Екатериновское се́льское поселе́ние — муниципальное образование в Москаленском районе Омской области Российской Федерации.
Административный центр — село Екатериновка.

## История
В 2002 году — Екатериновская сельская администрация.
Статус и границы сельского поселения установлены Законом Омской области от 30 июля 2004 года № 548-ОЗ «О границах и статусе муниципальных образований Омской области».

## Население
| 2010  | 2011  | 2012  | 2013  | 2014  | 2015  | 2016  | 2017  | 2018  |
| ----- | ----- | ----- | ----- | ----- | ----- | ----- | ----- | ----- |
| 2917  | ↘2911 | ↘2880 | ↘2863 | ↘2724 | ↗2750 | ↗2790 | ↗2800 | ↗2821 |
| 2019  | 2020  | 2021  | 2023  |       |       |       |       |       |
| ↘2782 | ↘2746 | ↗2816 | ↘2808 |       |       |       |       |       |

Гендерный состав
По данным Всероссийской переписи населения 2010 года в гендерной структуре населения из 2917 человек мужчин — 1415, женщин — 1502	(48,5 и 51,5 % соответственно)

### Национальный состав
Согласно результатам переписи 2002 года, в национальной структуре населения русские составляли большинство в 9 населённых пунктах, в 2 населённых пунктах — немцы составляют 28-32 %, в нп. 2798 Км казахи — 38 %.

## Состав сельского поселения
| № | Населённый пункт | Тип населённого пункта             | Население |
| - | ---------------- | ---------------------------------- | --------- |
| 1 | 2798 км          | железнодорожный остановочный пункт | 52        |
| 2 | Гольбштадт       | деревня                            | ↘246      |
| 3 | Екатериновка     | село, административный центр       | 695       |
| 4 | Клаус            | деревня                            | ↘461      |
| 5 | Корнеевка        | деревня                            | ↘312      |
| 6 | Надеждовка       | деревня                            | 88        |
| 7 | Нейфельд         | деревня                            | ↗459      |
| 8 | Розенталь        | деревня                            | 390       |
| 9 | Чистополье       | деревня                            | 214       |